# بيقية بازلتية
البيقية البازلتية (باللاتينية: Vicia basaltica) نوع نباتي يتبع جنس البيقية من الفصيلة البقولية المعروفة بقدرتها على تثبيت النيتروجين الجوي من خلال بكتيريا المستجذرة أو الرايزوبيوم. تعد من الأعشاب حيث تنمو بريًا في كثير من المناطق وفي الحقول الزراعية.

## الموئل والانتشار
موطنها المشرق العربي.